# جولي ريتشاردسون (تنس)
     لشخصية أخرى تحمل اسم جولي ريتشاردسون، طالع جولي ريتشاردسون (توضيح).

جولي ريتشاردسون (بالإنجليزية: Julie Richardson)‏ مواليد 30 مارس 1967 في أوكلاند، هي لاعبة كرة مضرب نيوزلندية سابقة بدأت مسيرتها كمحترفة سنة 1984. أعلى تصنيف لها في الفردي كان المركز الـ 102 في سنة 1989.

## النهائيات

### الزوجي (الألقاب 7, الوصافة 2)
| الحصيلة | الرقم | التاريخ        | الدورة                              | الأرضية | الشريك             | المنافس                       | النتيجة       |
| ------- | ----- | -------------- | ----------------------------------- | ------- | ------------------ | ----------------------------- | ------------- |
| الفوز   | 1.    | 20 أكتوبر 1985 | طوكيو، اليابان                      | صلبة    | بليندا كوردويل     | لورا أريا بيت هير             | 6–4, 6–4      |
| الفوز   | 2.    | 26 أكتوبر 1986 | سنغافورة، سنغافورة                  | صلبة    | آنا ماريا فرنانديز | ساندي كولينز شارون والش       | 6–3, 6–2      |
| الفوز   | 3.    | 1 فبراير 1987  | أوكلاند المفتوحة للسيدات، نيوزيلندا | صلبة    | آنا ماريا فرنانديز | غريتشن ماجيرس إليزابيث مينتر  | 4–6, 6–4, 6–2 |
| الفوز   | 4.    | 3 مايو 1987    | سنغافورة، سنغافورة                  | صلبة    | آنا ماريا فرنانديز | باربرا جيركن هيذر لودلوف      | 6–1, 6–4      |
| الوصافة | 2.    | 7 فبراير 1988  | ولينغتون، نيوزيلندا                 | صلبة    | بليندا كوردويل     | باتي فينديك جيل هيثرنجتون     | 3–6, 3–6      |
| الوصافة | 3.    | 24 أبريل 1988  | تايبيه، تايوان                      | سجاد    | بليندا كوردويل     | باتي فينديك آن هنريكسون       | 2–6, 6–2, 2–6 |
| الفوز   | 5.    | 24 يوليو 1988  | شنيكتادي، الولايات المتحدة          | صلبة    | آن هنريكسون        | ليا أنتونوبليس كامي ماكجريجور | 6–3, 3–6, 7–5 |
| الفوز   | 6.    | 10 فبراير 1991 | ولينغتون، نيوزيلندا                 | صلبة    | جو آن فاول         | بليندا بورنيو كلير وود        | 2–6, 7–5, 7–6 |
| الفوز   | 7.    | 4 أكتوبر 1992  | تايبيه، تايبي                       | صلبة    | جو آن فاول         | اماندا كوتزر كامي ماكجريجور   | 3–6, 6–3, 6–2 |

## روابط خارجية
- جولي ريتشاردسون على موقع رابطة محترفات التنس (الإنجليزية)
- جولي ريتشاردسون على موقع الاتحاد الدولي لكرة المضرب (الإنجليزية)
- جولي ريتشاردسون على موقع كأس بيلي جين كينغ (الإنجليزية)
- جولي ريتشاردسون على موقع خلاصة التنس.كوم (الإنجليزية)